# Юговское сельское поселение
Юговское се́льское поселе́ние — упразднённое муниципальное образование в Пермском районе Пермского края Российской Федерации.
Административный центр — посёлок Юг.

## История
Юговское сельское поселение образовано в 2004 году. Упразднено в 2022 году в связи с преобразованием Пермского муниципального района со всеми входившими в его состав сельскими поселениями в Пермский муниципальный округ.

## Население
| 2010  | 2012  | 2013  | 2014  | 2015  | 2016  | 2017  |
| ----- | ----- | ----- | ----- | ----- | ----- | ----- |
| 2687  | ↘2612 | ↘2578 | ↘2485 | ↘2463 | ↘2444 | ↘2406 |
| 2018  | 2019  | 2020  | 2021  |       |       |       |
| ↘2357 | ↘2342 | ↘2324 | ↘2295 |       |       |       |

## Населённые пункты
В состав сельского поселения входил 1 населённый пункт — посёлок Юг.